# Rafael Campo
Rafael Campo is een personage uit de Vlaamse soap Thuis. Rafael werd gespeeld door Maarten Claeyssens van januari 2011 tot maart 2012.

## Biografie
Rafael is de zoon van Mike Van Notegem en dus ook de halfbroer van Femke De Grote. Ze leerden elkaar kennen in Spanje, maar wanneer Femke besloot terug te keren naar België miste Rafael haar. Wanneer hij beseft dat hij ook recht heeft op zijn deel van Mikes erfenis zet hij Femke onder druk. Omdat hij te lang moet wachten op zijn geld vertrekt hij ook naar België.
Bij zijn aankomst in België zoekt Rafael Femke zo snel mogelijk op, maar hij botst daarbij op Femkes moeder Nancy De Grote die hem voor geen haar vertrouwt. Dit gebrek aan vertrouwen wordt steeds groter wanneer Femke ondanks haar riante erfenis van Mike in financiële moeilijkheden komt en haar eigen zaak De Noorderzon moet verkopen.
Nancy stelt zich steeds meer vragen bij Femkes reis naar Spanje en vermoedt dat Rafael de oorzaak is van de financiële ellende. Uiteindelijk komt ze erachter dat Rafael de halfbroer is van Femke en ze veel geld nodig had om Rafaels deel van de erfenis te betalen.
Rafael schuwt contact met andere mensen en wil enkel met Femke praten. Hij zegt haar vaak dat ze soulmates zijn en niemand anders kan begrijpen wat het is om een kind te zijn van Mike. Bovendien is Rafaels moeder overleden en is Femke zijn enige overgebleven verwant.
Maar Rafael schuwt net als zijn vader de liefde voor een familielid niet en krijgt gevoelens voor Femke. Zij is echter opnieuw samen met Peter Vlerick en wil dat Rafael terugkeert naar Spanje, voor zijn eigen bestwil.
Rafael krijgt het steeds moeilijker om zijn emoties onder controle te houden en op een dag merkte Femke een grote brandwonde op zijn arm, waar Rafael zelf verantwoordelijk voor was. Vaak zat Rafael doelloos voor zich uit te staren op zijn kamer in Ter Smissen met een aansteker in zijn hand.
Uiteindelijk kon Rafael de gedachte dat Femke voor Peter had gekozen niet meer aan, en zag hij een leven zonder haar niet meer zitten. Tijdens het feest van Waldek Kozinsky en Rosa Verbeeck stichtte hij een brand in Hof Ter Smissen waaruit hij gered werd.
Niemand komt erachter dat hij de brand gesticht had en dus wordt de eigenaar van het gebouw, Marianne Bastiaens, beschuldigd voor de brand. De uitbaters van het café Ter Smissen, startten samen met Leo Vertongen, de eigenaar van Taxi Ter Smissen, een bed & breakfast op : 'Zus&zo'. In datzelfde gebouw wordt dan het taxibedrijf heropgestart onder de naam 'Taxi Leo'. 
Nadat Rafael gered werd uit de brand werd hij opgenomen in een kliniek en daar wordt vastgesteld dat hij eigenlijk al heel zijn leven manisch-depressief is. Rafael wist dit, maar wou het verborgen houden voor de buitenwereld, voor vooroordelen of discriminatie. Hij krijgt in de kliniek medicijnen voorgeschreven die hij dagelijks moet nemen zodat zijn ziekte onderdrukt wordt.
Later komt ook nog aan het licht dat zijn kunstgalerij in Spanje al maanden failliet is. Femke wil Rafael terug naar Spanje sturen, maar hij wint Nancy's vertrouwen en Nancy zorgt ervoor dat hij toch blijft. Femke en Rafael spreken dan af dat ze nooit een woord zullen zeggen over Rafaels brandstichting.
Uiteindelijk op aanraden van Femke en Peter zoekt Rafael een job. Eerst leeft hij een hele tijd werkloos op kosten van Peter en Femke, maar daar komt verandering in als hij een job te pakken krijgt bij Taxi Leo. Hij wint stilaan bij iedereen vertrouwen. Femke bezwijkt onder de aandacht van Rafael en gaat met hem naar bed. Meerdere malen, terwijl ze eigenlijk nog samen is met Peter. Femke beseft dat het zo niet verder kan en vindt dat het fout is omdat ze halfbroer en halfzus zijn. Ze spreekt met Rafael af dat ze hem met rust moet laten.
Omdat Rafael maar blijft aanpappen met Femke als Peter uit het oog is, wordt Rafael door Femke verplicht om een vriendin te zoeken zodat hij daar zijn zinnen op kan zetten.
Rafael leert Paulien Snackaert kennen in de Noorderzon, het reisbureau dat eerst van Femke was. Paulien studeert fotografie en deelt die passie dus met Rafael. Eerst helpt Rafael haar met enkele schoolprojecten, maar al gauw ontstaat er meer. 
Nadat Fien vermist wordt, wordt Rafael verdacht omdat zijn laatste fotomodel Fien was en ze hadden een hevige ruzie de avond voor ze verdween. Later werd duidelijk dat Guy De Herdt, de toenmalige vriend van Julia Van Capelle  (de moeder van Paulien) haar vermoord had, dus had Rafael geen enkele schuld. Toch twijfelde Femke aan zijn onschuld. Zo ontstond er weer wantrouwen tussen Rafael en de buitenwereld.
Rafael zijn ziekte werd algemeen bekendgemaakt, maar mensen begrepen hem, behalve Julia. Rafael en Paulien waren een koppel, maar Julia vertrouwt Rafael nog steeds niet.
Dan besluit Rafael zijn pillen niet meer in te nemen, omdat hij zich dan niet meer zichzelf voelt. Daardoor ontstaat er een hele knipperlichtrelatie met Rafael en Paulien en wordt hij weer vaker kwaad. Paulien en Rafael hadden afgesproken om samen naar Amerika te reizen voor een cursus fotografie met bekende Amerikaanse fotografen. Op het laatste moment besluit Rafael niet mee te gaan (omdat hij dus geen medicijnen meer nam). Julia, Paulien en haar zus Katrien Snackaert zijn woedend op Rafael en vertrouwen hem totaal niet meer. Als dan ook Peter en Femke erachter komen dat hij zijn medicijnen al lang niet meer genomen had verplicht Femke hem ertoe om terug met Paulien contact op te zoeken en elke dag zijn pillen te nemen als Femke of Peter het kan zien.
Maar dat doet hij niet. Hij spuugt ze meestal dadelijk uit als Femke of Peter niet meer kijkt en gooit ze als ze weg zijn gewoon in de wasbak, maar iedereen denkt wel dat hij zijn pillen nog neemt. Paulien vergeeft hem niet, dus zet Rafael zijn zinnen weer helemaal op Femke.
Tot overmaat van ramp raakt Femke zwanger. Rafael dacht dat het zijn kind was, maar als bleek dat dat niet zo was sloegen zijn stoppen door.
Hij hield de schijn hoog door onverwacht met Paulien naar Parijs te gaan, waardoor Paulien hem helemaal vergeeft en weer helemaal verliefd is. Dan gaat Rafael tijdens zijn werkuren drie dure parfums voor haar kopen. Maar tegelijkertijd smeed hij een plannetje om het kind van Peter en Femke nooit geboren te laten worden. Hij koopt kruiden die bij overmatig gebruik (door aanwezigheid van de stof thujon) schadelijk zijn voor de zwangerschap en mengt deze in het eten van Femke. Na een ruzie met Peter steekt hij Peter neer. Rafael wordt gevat door de politie en wordt opgesloten in een gesloten instelling.